# Sommer-Paralympics 2024/Teilnehmer (Honduras)
| stlisierte Goldmedaille | stlisierte Silbermedaille | stlisierte Bronzemedaille |
| ----------------------- | ------------------------- | ------------------------- |
| —                       | —                         | —                         |

Honduras entsandte einen Athleten zu den Paralympischen Sommerspielen 2024 in Paris. Als Fahnenträger bei der Eröffnungsfeier wurde Olvin Cruz ausgewählt.

## Teilnehmer nach Sportart

### Schwimmen
| Athleten   | Klassifizierung | Wettbewerb(e)           | Zeit/Weite | Rang |
| ---------- | --------------- | ----------------------- | ---------- | ---- |
| Männer     |                 |                         |            |      |
| Olvin Cruz | S7              | 50 m Freistil – Vorlauf | 51,61 sek  | 13   |